# William Wakefield Baum
William Wakefield kardinál Baum (21. listopadu 1926 Dallas – 23. července 2015) byl americký římskokatolický kněz, bývalý arcibiskup Washingtonu, kardinál.

## Kněz a biskup
Kněžské svěcení přijal 12. května 1951. Pokračoval ve studiích v Římě, jako kněz působil v Kansas City, byl zde přednášejícím v semináři, notářem biskupského tribunálu, vicekancléřem (1962 až 1965) a kancléřem (1967 až 1970) diecéze.
V únoru 1970 byl jmenovaný biskupem diecéze Springfield-Cape Girardeau (Missouri), biskupské svěcení mu udělil 6. dubna téhož roku arcibiskup St. Louis kardinál John Joseph Carberry. O tři roky později, v březnu 1973 ho papež Pavel VI. jmenoval arcibiskupem ve Washingtonu.

## Kardinál
Při konzistoři 24. května 1976 byl jmenován kardinálem. V březnu 1980 rezignoval na funkci arcibiskupa a věnoval se práci v římské kurii. Papež Jan Pavel II. ho jmenoval prefektem Kongregace pro katolickou výchovu a Velkým kancléřem Papežské univerzity Gregoriana. V dubnu 1990 přešel na funkci hlavního penitenciáře Apoštolské penitenciárie. Po dosažení kanonického věku odešel na odpočinek. V čele Apoštolské penitenciárie ho vystřídal jiný americký kardinál James Francis Stafford.
Při konkláve v dubnu 2005 byl jedním ze tří kardinálů, které do této hodnosti jmenoval ještě papež Pavel VI. (kromě něj to byl Joseph Ratzinger a Jaime Lachica Sin - ten se konkláve vzhledem ke svému zdravotnímu stavu nezúčastnil).